# フューズ (企業)
デレクト・ビュー株式会社（derctvue Co.,Ltd.）は、音響機器・映像機器などの通信販売会社の企画・OEM製品の開発として設立する。主に大手通信販会社、や大手家電量販店など、オリジナル製品の開発を主力にしている。また、映画『自殺サークル』などで知られている映像部門も引き継がれている。

## 会社概要
- 本社所在地：大阪府大阪市中央区南船場1丁目3番9号
- 資本金：3000万円
- 代表者：吉田精二（代表取締役）

## 沿革
フューズ株式会社が、2013年に営業販売会社と製品開発会社と分離し、営業販売会社がエスポワール商事株式会社に社名変更し、代表取締役田之上真人が就任するが、2015年7月経営不振により会社整理に至る。アペリアフューズ株式会社は、* 2013年（平成25年）10月：オーディオ·ビジュアル機器製品のOEM開発企業として会社設立。映像製作作品や著作権なども引き継ぎ、2019年3月にデレクト·ビュー株式会社と統合し、ブランドメーカーとしても製品化、通販、家電量販店、大手量販店などに販売に至る独立企業。

### 劇場公開作品（映画）
- 「SEMI-鳴かない蝉-」
- 「自殺サークル」
- 「陰詩」
- 「キスとキズ」

### ショートドラマ
女優、モデル、グラビアアイドルなどが出演するショートドラマの制作も行っている。

#### 主な作品
- 「マーズの星」（加藤明日美）
- 「笑えない女」（小池祥絵）
- 「ノーメモリーウーマン」（三津谷葉子）
- 「ファインダーの女」（水谷さくら）

ほか